# 马普鲁山猪笼草
马普鲁山猪笼草（学名：Nepenthes mapuluensis）是婆罗洲东加里曼丹省特有的热带食虫植物。其分布范围狭小，已被列入《2006年世界自然保护联盟濒危物种红色名录》中，保护状况为近危。
尚未发现马普鲁山猪笼草的自然杂交种，也未发现其种下类群。

## 植物学史
1957年，茂物林业研究所植物园的负责人安德烈·约瑟夫·纪尧姆·亨利·科斯特曼在马普鲁山首次采集到了第一份马普鲁山猪笼草的标本。同时，他还采集到了风铃猪笼草（N. campanulata）的模式标本。1990年，朱马特·哈吉·亚当和克里斯托弗·C·威尔科克基于茂物和莱顿的植物标本馆中编号为“Kostermans 14017”的一对标本，对其进行了描述。

## 形态特征
马普鲁山猪笼草的茎呈圆柱形，直径可达6毫米，最大长度未知。节间距可长达4厘米。叶片革质，呈披针形－线形，可长达26厘米，宽至5厘米。叶尖为急尖，叶基渐狭，半抱茎。笼蔓最长可达50厘米。
马普鲁山猪笼草的下位笼为椭圆体形。可高达21厘米，宽至8.5厘米。腹面具笼翼，翼须可宽达10毫米。唇中等发达，可宽达12毫米；边缘呈波浪状，类似于诺斯猪笼草（N. northiana）。唇齿明显，但不突出。
马普鲁山猪笼草的上位笼通常为圆柱形，偶尔为漏斗状，个头相对较小。笼翼大大缩小或成为一对隆起。
马普鲁山猪笼草的花序为总状花序。总花梗可长达7厘米，花序轴长度未知。花梗长约8毫米。一项对来自同一副标本（Kostermans 14017）花粉大小的研究显示，其120粒花粉的平均直径为28.9微米（标准误为0.5，变异系数为9.2%）。
马普鲁山猪笼草的捕虫笼上具有稀疏的短毛被，植株其余大部分无毛被。

## 生态关系
一些采集者这样描述马普鲁山猪笼草的模式产地：“这个物种常生长在马普鲁山海拔约800米的石灰质地区。”在采集到马普鲁山猪笼草的模式标本后，其原生地就遭到了破坏，所以在很长一段时间内都认为马普鲁山猪笼草已灭绝。特洛伊·戴维斯（Troy Davis）、约阿希姆·那兹和安德烈亚斯·维斯图巴的进一步考察，扩展了其已知的分布范围。据此推测，马普鲁山猪笼草应还存在于东加里曼丹省的三伯良（Sambaliung）山脉。
马普鲁山猪笼草仅存在于植被矮小的低海拔石灰岩顶峰山脊上，海拔为700米至800米。这些地区通常都非常的难以到达。

## 相关物种
马普鲁山猪笼草与诺斯猪笼草非常相似，从一些稳定的差异可将其区分开来。与诺斯猪笼草相比，马普鲁山猪笼草攀援茎的叶片更接近线形，捕虫笼的颜色更深，上位笼的体型更窄。值得注意的是诺斯猪笼草只分布于沙捞越石龙门地区，而马普鲁山猪笼草原生地位于几百公里以外。
在食虫植物数据库中，分类学家简·斯洛尔（Jan Schlauer ）将马普鲁山猪笼草列为诺斯猪笼草（N. northiana）可能的异名。

## 种植方法
马普鲁山猪笼草很少被人栽培。其与葫芦猪笼草（N. ventricosa）的人工杂交种，被命名为为马普鲁葫芦猪笼草（Nepenthes × Mapulucosa Hort.Westphal in sched. (2000)），该名称为裸名。

## 扩展阅读
- WildBorneo中马普鲁山猪笼草的照片 （页面存档备份，存于）
- 食虫植物照片搜寻引擎中马普鲁山猪笼草的照片 （页面存档备份，存于）

 维基共享资源上的相關多媒體資源：马普鲁山猪笼草
 維基物種上的相關：马普鲁山猪笼草